# Oscar Hiljemark
Oscar Carl Niclas Hiljemark (Gislaved, 1992. június 28. –) svéd válogatott labdarúgó, aki jelenleg a Panathinaikósz játékosa.

## Sikerei, díjai

### Klub
- IF Elfsborg
  - Svéd bajnok: 2012
- PSV Eindhoven
  - Holland bajnok: 2014–15

### Válogatott
- Svédország U21
  - U21-es labdarúgó-Európa-bajnokság: 2015

## Válogatott góljai
| #  | Időpont           | Helyszín                                   | Ellenfél | Gólok | Eredmény | Kiírás               |
| -- | ----------------- | ------------------------------------------ | -------- | ----- | -------- | -------------------- |
| 1. | 2012. január 18.  | Thani bin Jassim Stadium, Al Rayyan, Katar | Bahrein  | 2–0   | 2–0      | Barátságos mérkőzés  |
| 2. | 2016. október 10. | Friends Arena, Solna, Svédország           | Bulgária | 2–0   | 3–0      | 2018-as vb-selejtező |